# Technická a přírodovědecká univerzita krále Abdalláha
Technická a přírodovědecká univerzita krále Abdalláha (arabsky: جامعة الملك عبد الله للعلوم و التقنية, anglicky: King Abdullah University of Science and Technology (KAUST) je moderní vysoká škola slavnostně otevřená 23. září 2009 v Saúdské Arábii asi 80 kilometrů od Džiddy na pobřeží Rudého moře.
V době otevření školy bylo ke studiu zapsáno 817 studentů z 61 zemí. Podle plánů by však do 10 let měla univerzita mít cca dva tisíce studentů. Saúdská Arábie do vzniku univerzity investovala 1,5 miliardy dolarů. Během tří let byl vybudován univerzitní komplex o ploše 36 kilometrů čtverečních.